# Sima Diab
Sima Diab (Damasco, noviembre de 1979) es una fotógrafa y fotógrafa de prensa sirio-estadounidense que ha retratado las convulsiones de su país, Siria, en 2015, que sufre una guerra civil desde 2011.
Inició su carrera como fotógrafa en 2006 y es profesional desde 2013. Sus trabajos como freelance son publicados en los principales periódicos anglosajones del mundo como The New York Times, The Guardian, The Daily Telegraph, entre otros. 
Ha recibido una beca de la Fundación Magnum para el Programa de Fotografía Documental Árabe 2015.

## Formación e inicios
Sima Diab nació en noviembre de 1979, en la capital de Siria, Damasco. Recibió educación entre Estados Unidos y Siria. Volvió a Oriente Medio de forma permanente en 2002 tras terminar sus estudios universitarios en Estados Unidos. Empezó a viajar con su cámara hacia 2006 y recorrió Oriente Próximo. Tras esta etapa, finalmente se instaló en Egipto en 2007 y su residencia se encuentra en El Cairo.

## Carrera profesional
Es fotógrafa de prensa profesional desde 2013. Sus fotografías se centran en las características sociales, documentales, la vida cotidiana y la diáspora árabe y el mundo árabe.
Diab es reconocida por sus trabajos fotográficos, considerados muy personales y comprometidos, sobre la guerra de Siria y sobre la carga asumida por la población. Mezcla emociones y movimientos para transmitir su propia vivencia de los hechos.
En 2015 realizó un proyecto fotográfico sobre el recorrido y abatares en la ruta migratoria serbo-húngara, antes de que Hungría cerrara las fronteras. La fotógrafa refleja la urgencia por encontrar un refugio, por encontrar un nuevo cruce por la frontera entre Serbia y Croacia, el miedo y el desconcierto. Son instantáneas que revelan la incertidumbre, el arrojo y la necesidad de construir otra vida.
Sus trabajos como fotógrafa freelance se publican en los principales periódicos anglosajones del mundo como The New York Times, The Guardian, LA Times, BuzzfeedNews, NRC Handelsblad, The Daily Telegraph, The Globe and Mail, Foreign Policy, Pittsburgh Tribune-Review y otros.
Es miembro de la Frontline Freelance Register y de la National Press Photographers Association.

## Reconocimientos
Ha sido ganadora seleccionada del American Photography Best of Photography 2015 AP32. Cuenta con una beca de la 2015 Arab Documentary Photography Program (Programa de Fotografía Documental Árabe 2015) que concede la Arab Fund for Arts and Culture (AFAC), Prince Claus Fund y Fundación Magnum.

## Exposiciones
Entre otras exposiciones grupales, destaca su participación en: 
- Viral: Photography in the Age of Social Media, Reino Unido
- EverydayClimateChange: Milan Exhibition part of Milan Expo 2015, Milán, Italia
- EverydayClimateChange: Photoville 2015, Nueva York, Estados Unidos
- Exposición Chemins d'exil / Caminos de exilio. Institut Français Espagne 2016, Madrid, España[3]